# راسيل آدم
راسيل آدم هو لاعب هوكي الجليد كندي، ولد في 5 مايو 1961 في وندسور في كندا.

## وصلات خارجية
- راسيل آدم على موقع دوري الهوكي الوطني (الإنجليزية)
- راسيل آدم على موقع EliteProspects.com (الإنجليزية)
- راسيل آدم على موقع HockeyDB.com (الإنجليزية)
- راسيل آدم على موقع Hockey-Reference.com (الإنجليزية)